# Profughi dell'amore
Profughi dell'amore (Daughters Courageous) è un film drammatico statunitense del 1939 con John Garfield, Claude Rains, Jeffrey Lynn e con le tre sorelle Lane: Lola Lane, Rosemary Lane e Priscilla Lane. Basato sulla commedia Fly Away Home di Dorothy Bennett e Irving White, il film è stato diretto da Michael Curtiz. Fu prodotto dalla Warner Bros. e distribuito il 23 giugno 1939.

## Sinossi
Jim Masters torna a casa dopo venti anni di assenza, durante i quali era stato dichiarato morto, per scoprire che sua moglie Nancy sta per sposare Sam Sloane, un uomo che si è stabilito a Carmel in California. Nancy si trova così nella situazione di dover scegliere tra il suo ex marito e il suo nuovo fidanzato. Nel frattempo anche le figlie di Jim e Nancy sono a loro volta sconvolte quando scoprono che il loro padre assente era solo un irresponsabile che ha deciso di rientrare nelle loro vite dopo venti anni. Inoltre la figlia più giovane, Buff, è attratta da Gabriel Lopez, uomo duro e tenace, che a Jim ricorda se stesso da giovane.

## Serie di film "Four Daughters"
Profughi dell'amore fu concepito come film a sé stante, e i suoi personaggi non compaiono in nessun altro film. Tuttavia, ha molto in comune con la serie di film "Four Daughters" (letteralmente "La serie delle quattro sorelle", denominazione desunta dai titoli originali dei film che ne facevano parte) di quell'epoca, con lo stesso regista, in gran parte lo stesso cast (comprese le sorelle Lane) e molte somiglianze a livello di trama. La serie è composta da Quattro Figlie del 1938, da Four Wives del 1939 e da Four Mothers del 1941.

## Accoglienza
Frank S. Nugent del New York Times recensì il film come "un intrattenimento del tutto godibile, per quanto un po' retrò, con un cast assolutamente piacevole ad abbellirlo". Su Variety, invece: "Poche delle situazioni portate in scena possono reggere un esame troppo attento, ma il sapore del film nel suo insieme è accattivante, divertente e occasionalmente emozionante". Harrison's Reports lo definì "Buon intrattenimento. Anche se meno notevole di Four Daughters, cattura comunque efficacemente l'attenzione dello spettatore, poiché ci si sente in sintonia con tutti i personaggi"  Film Daily lo descrisse come "Una produzione ad alto voltaggio sentimentale o romantico" con un cast "strabordante". John Mosher del The New Yorker scrisse che Garfield aveva aggiunto "un tocco di colore o vivacità avventurosa".

## Home Media
Warner Archive mise in commercio il film in DVD il 1 agosto 2011. La pellicola venne distribuita anche dalla Warner Archive nella "Four Daughters Movie Series Collection".